# ایستگاه کیتاشیناگاوا
ایستگاه کیتاشیناگاوا (به ژاپنی: 北品川駅 Kitashinagawa Station) یک ایستگاه راه‌آهن وابسته به خط اصلی کیکیو است که در منطقه شیناگاوا، توکیو در ژاپن واقع شده‌است. این ایستگاه ۱٫۹ کیلومتر از ایستگاه آغازین خط اصلی کیکیو بنام ایستگاه سنگاکوجی فاصله دارد.